# Belvosia ochriventris
Belvosia ochriventris là một loài ruồi trong họ Tachinidae.